# طريقة الموقع الخاطئ
طريقة الموقع الخاطئ (بالإنجليزية: Regula falsi method)‏ إحدى وسائل التحليل العددي، الغرض منها الحصول على الجذر الحقيقي للمعادلة f(x)=0.
هي من أقدم الطرق الحسابية، وتشبه طريقة التنصيف مباشرة لكن معدل التقارب في طريقة الوضع الخاطئ أسرع من طريقة التنصيف.

## تاريخها
ورد أبسط حل لمشكلة إيجاد الجذر بطريقة الموقع الخاطيء في بغض النصوص المسمارية في الحضارة البابلية وأيضا في بعض الرقم من الحضارة الفرعونية. وربما وردت الطريقة أيضا في الحضارة الصينية مابين 200 الى 100 قبل الميلاد. بين القرنين التاسع والعاشر للميلاد، قام العالم المصري أبو كامل بتأليف كتاب الخطأين الذي تناول فيه مسائل رياضية بطريقة الموقع الخاطئ.

## آلية الحل
نختار نقطتين x0 و x1 بحيث (f(x0 و (f(x1 مختلفة الإشارات وبمعنى آخر الرسم البياني للدالة f(x)=y يقطع محور X بين هذه النقاط
وهذا يشير إلى أن الجذر يقع بين x0 و x1 وبالتالي 0>(f(x0).f(x1
باستخدام معادلة الوتر الذي يصل بين النقاط
[(A[x0،f(x0 و [(B[x1،f(x1
(y-f(x0)=(f(x1)-f(x0))/(x1-x0)(x-x0
تكمن الطريقة في استبدال المنحنى AB عن طريق وضع الوتر AB واخذ نقاط تقاطع الوتر مع محور X التي تقترب إلى الجذر. وتقع النقطة حيث يقطع الخط محورy=0) X)
وتعطى بالعلاقة
x2=(x0)-((x1-x0)/(f(x1)-f(x0))). f(x0 )………………(1
فإذا كان (f(x0) ، f(x2 باشارات مختلفة فإن الجذر يقع بين x0 ، x2
وهكذا نستبدل x1 ، بـ x2 في (1) فنحصل على الجذر التقريبي x3
و نكرر هذه الخطوة حتى نحصل على الجذر المطلوب وعملية التكرار بناء على (1)

## مثال ذلك
اوجد جذر المعادلة x3-2x-5= 0 باستخدام طريقة الوضع الخاطئ بدقة تصل إلى 3-10
الحل:
f(x)= x3-2x-5
f(2)= -1 , f(3)= 16
وبالتالي فان الجذر محصور بين 2 و 3
باخذ

xo=2 , x1=3
f(x0)= -1 , f(x1)= 16

في طريقة الوضع الزائف نحصل على
x2=x0-(x1-x0)/(f(x1)-f(x0)) f(x0 )=2+1/17=2.0588
F(x2)=f(2.0588)=-0.3908 <0
وبالتالي الجذر محصور بين 3 و 2.0588
باخذ 

xo=2.0588 , x1=3
f(x0)= -1.3908 , f(x1)= 16
نحصل على
x3=2.0588-0.9412/16.3908 (-0.3908)=2.0813
وبتكرار هذه العملية نحصل على
x4=2.0862 , x5=2.0915
x6 =2.0934 , x7=2.0941 , x8=2.0943
وبالتالي الجذر هو 2.094صحيح ل ثلاث خانات عشرية.